# جابجایی پارادایم
جابه‌جایی پارادایم (به انگلیسی: Paradigm Shift) غالباً به تغییر اساسی و پارادایمی در تفکر و الگوهای ذهنی اندیشیدن گفته می‌شود که در نهایت مبنای خرد و کلان یک دیدگاه را متحول می‌کند. تحول انگاره مبحثی در تحول و ثبات فهم است به شرط آنکه در مورد تغییرات پارادایمی بحث کند. به عبارت دیگر «تحول انگاره عبارت است تغییر کل نگرانه، رویکردی و قابل توجه در یک علم مثلاً تفسیر متافیزیک پدیده های مادی (در قرون وسطی و طی عصر رنسانس) دچار تحول انگاره شد و سر از پوزیتیویسم منطقی و تجربه گرایی افراطی در آورد. این یک تحول انگاره بود. تحول انگاره شامل افزایش یک زاویه دید جدید هم می شود. مثلاً نوع نگاه زیبایی شناختی (حرفه ای و نه استحسانی و عامه پسند) یک تحول انگاره است مشروط به این که عالمان آن را قابل توجه بدانند.» 

## تاریخچه
تحول انگاره، تعبیری است که نخستین بار توسط توماس کوهن، فیزیکدان آمریکایی، در کتاب تأثیرگذار او با نام «ساختار انقلاب‌های علمی» (۱۹۶۲) ابداع شد. واژه‌های پارادایم (Paradigm) و جابجایی پارادایم (Paradigm Shift) از واژه‌های کلیدی در زبان و ادبیات توماس کوهن بود. این واژه توصیف‌گر تغییر در فرضیات بنیادی حاکم بر دانش زمانه است. اگرچه خود کوهن استفاده از این واژه را به علوم دقیقه محدود می‌دانست اما امروزه تحول انگاره در معنای تحول در انگاره‌های بنیادی در مورد بسیاری از دیگر قلمروهای ذهنی انسان (تحول انگاره در طراحی و دکوراسیون، روانشناسی و...) نیز گفته می‌شود. بنا به معرفی کوهن، «یک پارادایم دیدگاهی در مورد توصیف واقعیت است که اعضای یک جامعه علمی روی آن توافق نسبی دارند» (کتاب تنش اساسی، ۱۹۷۷). او معتقد بود که تکامل دانش لزوماً خطی و به سمت حقیقت نیست بلکه گاه‌گاهی انقلاب‌هایی پیشرفت علوم را به شدت متحول می‌کنند که از آن انقلاب‌های علمی به تحول انگاره یاد می‌کند.
امروزه تحول و ثبات فهم مبحثی پردامنه در معرفت‌شناسی است که از ثبات و تحول مفاهیم علمی در ذهن بشر بحث می‌کند و ذهن بسیاری از فلاسفه علم را به خود جلب نموده است. دیدگاه‌های مختلفی برای توضیح تحولات و معرفتی وجود دارد، اما تحول انگاره فقط نوعی از تحول است که در حوزه‌ای از معرفت بشری، یک پارادایم تغییر کند.

### علوم اجتماعی
کوهن معتقد بود به کار بردن واژه تغییر الگوواره در علوم اجتماعی صحیح نیست و اصولاً به وسیله این واژه می‌توان علوم اجتماعی را از علوم طبیعی تشخیص داد. با توجه به کثرت آرا در مورد یک موضوع در علوم اجتماعی واحد و همچنین چند مفهومی بودن واژه‌ها، الگوواره‌ای وجود ندارد.
متی دوگان جامعه‌شناس فرانسوی، در مقاله‌ای این موضوع را دنبال کرده و نمونه‌های زیادی از عدم وجود الگوواره در علوم اجتماعی، به ویژه جامعه‌شناسی و علوم سیاسی ارائه داده‌است.
حال آن که دیگران ایده جابه‌جایی پارادیم را به علوم اجتماعی تعمیم داده‌اند. مانند انقلاب شناختی در روانشناسی و جابه‌جایی از رفتارگرایی به روان‌شناسی شناختی، انقلاب کینزی در علم اقتصاد و جابه‌جایی به سمت اقتصاد کینزی، بعدتر جابه‌جایی از اقتصاد کینزی به پول‌گرایی، و جابه‌جایی پارادایم در زبان‌شناسی مثلاً در حوزه زبان‌های هندواروپایی.